# فلاديمير غوتيريز
فلاديمير غوتيريز هو لاعب كرة قاعدة كوبي، ولد في 1995 في كوبا.

## وصلات خارجية
- فلاديمير غوتيريز على موقع دوري كرة القاعدة الرئيسي (الإنجليزية)
- فلاديمير غوتيريز على موقعبيزبول رفرنس.كوم (الدوري الرئيسي) (الإنجليزية)
- فلاديمير غوتيريز على موقعبيزبول رفرنس.كوم (الدوري الثانوي) (الإنجليزية)
- فلاديمير غوتيريز على موقع إي إس بي إن.كوم (أم.أل.بي) (الإنجليزية)
- فلاديمير غوتيريز على موقع مشجعي الرسوم البيانية (الإنجليزية)